# Нам Дин (провинция)
Нам Дин (на виетнамски: Nam Định) (буквално Южна стабилност) е виетнамска провинция разположена в регион Донг Банг Сонг Хонг в северната част на страната. Населението е 1 853 300 жители (по приблизителна оценка за юли 2017 г.).

## Административно деление
Провинция Нам Дин се състои от един град-административен център Нам Дин и девет окръга:
- Жиао Тхуй
- Хай Хау
- Ми Лок
- Нам Трук
- Нгхиа Нгук
- Трук Нин
- Ву Бан
- Суан Тронг
- И Йен